# Tricholathys knulli
Tricholathys knulli là một loài nhện trong họ Dictynidae.
Loài này thuộc chi Tricholathys. Tricholathys knulli được Willis J. Gertsch & Mulaik miêu tả năm 1936.